# 마적건
마적 건(馬適建, ? ~ 기원전 80년)은 전한 중기의 관료로, 자는 자맹(子孟)이며 하동군 사람이다.

## 생애
시원 원년(기원전 86년), 집금오에 임명되었다.
원봉 원년(기원전 80년) 3월, 무도의 저가 반란을 일으켰다. 마적건은 한증·전광명과 함께 이를 진압하였다.
같은해, 살인죄로 하옥되어 스스로 목숨을 끊었다.

## 출전
- 반고, 《한서》
  - 권7 소제기
  - 권19하 백관공경표 下
  - 권95 서남이양월조선전

| 전임 곽광의 | 전한의 집금오 기원전 86년 ~ 기원전 80년 | 후임 호신 |